# Martin Campbell
Martin Campbell (nacido el 24 de octubre de 1943 en Hastings) es un productor y director de cine y televisión neozelandés.
En la gran pantalla, Campbell es un director reconocido por llevar al cine las dos películas de El Zorro, La máscara del Zorro (1998) y La Leyenda del Zorro (2005), ambas protagonizadas por Antonio Banderas y Catherine Zeta-Jones; y por dirigir las películas de James Bond, GoldenEye (1995) y Casino Royale (2006) protagonizadas por Pierce Brosnan y Daniel Craig sucesivamente; y por llevar a la gran pantalla el cómic de DC Comics Linterna Verde (2011), protagonizada por el actor Ryan Reynolds. 
En televisión, su trabajo más destacado es el drama de la BBC Edge of Darkness, serie por la cual obtuvo el premio Bafta al Mejor Director y que luego el mismo Campbell dirigiría en una versión para el cine lanzada en 2010 y protagonizada por Mel Gibson.

## Biografía
Campbell tiene dos hijos, Fabrio Campbell, un popular DJ de Londres; y Tomas Campbell. El 6 de octubre de 2006 contrajo matrimonio con la actriz mexicana Solveig Ellinor Romero, más conocida como Sol Romero. 

## Trayectoria profesional
Martin Campbell es un director y productor que inició su carrera profesional en el cine en Gran Bretaña a comienzos de los años 70. Su primer film fue la película erótica The Sex Thief (1975). Más tarde rodó la comedia sexual Eskimo Nell (1975) y la comedia musical Three For All (1975).
Tras este principio cinematográfico, Campbell centró sus esfuerzos en el medio televisivo, rodando con éxito las teleseries Los Profesionales y Edge Of Darkness.
Martin volvió al cine a finales de la década de los 80 para rodar en Hollywood el thriller Ley Criminal (1988), una intriga legal con el protagonismo de Gary Oldman y Kevin Bacon.
En Sin Defensa (1991) mezclaba el drama judicial con el suspense, y en scape De Absolom (1994) narraba con base en una novela de Richard Herley una tensa historia futurista de acción y ciencia ficción con fuga de una cárcel.
Con la aventura de James Bond GoldenEye (1995), film con Pierce Brosnan encarnando al agente 007, Campbell conoció por primera vez un gran éxito de taquilla prorrogado con La Máscara Del Zorro (1998), película con Antonio Banderas en el papel del héroe protagonista. En Límite Vertical (2000), película de aventura en ambientes montañosos, mostraba sus dotes para la acción, y en Amar Peligrosamente (2003) se ponía romántico enlazando a Angelina Jolie con Clive Owen con trasfondo bélico.
Otros títulos de resonancia popular de su filmografía fueron la aventura de Bond, Casino Royale (2006), ahora con Daniel Craig en el papel protagonista, y la secuela del Zorro, La Leyenda Del Zorro (2005).
Martin Campbell realizó un remake de su serie televisiva Edge Of Darkness en Al Límite (2010), thriller con Mel Gibson como principal protagonista.
Un año después adaptó con Ryan Reynolds el cómic Linterna Verde (2011).

## Filmografía
| Cine               | Cine                | Cine                 | Cine                         | Cine     |      |             |              |          |          |
| Año                | Título original     | Título en España     | Formato                      | Rol      |      |             |              |          |          |
| ------------------ | ------------------- | -------------------- | ---------------------------- | -------- | ---- | ----------- | ------------ | -------- | -------- |
| Año                | Título original     | Título en España     | Formato                      | Rol      | 2021 | The Protégé | La protegida | Película | Director |
| 2016               | The Foreigner       | El extranjero        | Película                     | Director |      |             |              |          |          |
| 2011               | Linterna Verde      | Linterna verde       | Película                     | Director |      |             |              |          |          |
| 2009               | Edge of Darkness    | Al límite            | Película                     | Director |      |             |              |          |          |
| 2008               | My Name Is Arlein   | n/e                  | Cortometraje (no acreditado) | Director |      |             |              |          |          |
| 2006               | Casino Royale       | Casino Royale        | Película                     | Director |      |             |              |          |          |
| 2005               | The Legend of Zorro | La leyenda del Zorro | Película                     | Director |      |             |              |          |          |
| 2003               | Beyond Borders      | Amar peligrosamente  | Película                     | Director |      |             |              |          |          |
| 2000               | Vertical Limit      | Límite vertical      | Película                     | Director |      |             |              |          |          |
| 1998               | The Mask of Zorro   | La máscara del Zorro | Película                     | Director |      |             |              |          |          |
| 1995               | GoldenEye           | GoldenEye            | Película                     | Director |      |             |              |          |          |
| 1994               | No Escape           | Escape de Absolom    | Película                     | Director |      |             |              |          |          |
| 1989               | Criminal Law        | Ley Criminal         | Película                     | Director |      |             |              |          |          |
| 1975               | Eskimo Nell         | n/e                  | Película                     | Director |      |             |              |          |          |
| 1974               | Three for All       | n/e                  | Película                     | Director |      |             |              |          |          |
| 1973               | The Sex Thief       | n/e                  | Película                     | Director |      |             |              |          |          |
| (Fuente: IMDb.com) |                     |                      |                              |          |      |             |              |          |          |
|                    |                     |                      |                              |          |      |             |              |          |          |

| Televisión         | Televisión                   | Televisión                 | Televisión                  | Televisión |      |          |     |                |          |
| Año                | Título original              | Título en España           | Formato                     | Rol        |      |          |     |                |          |
| ------------------ | ---------------------------- | -------------------------- | --------------------------- | ---------- | ---- | -------- | --- | -------------- | -------- |
| Año                | Título original              | Título en España           | Formato                     | Rol        | 2013 | Warriors | n/e | Película de TV | Director |
| 2013               | Reckless                     | n/e                        | Película de TV              | Director   |      |          |     |                |          |
| 2012               | Last Resort                  | Último destino             | Serie de TV (1 episodios)   | Director   |      |          |     |                |          |
| 2003               | 10-8: Officers on Duty       | n/e                        | Serie de TV (1 episodios)   | Director   |      |          |     |                |          |
| 1995               | Xena: Warrior Princess       | Xena: la princesa guerrera | Serie de TV                 | Director   |      |          |     |                |          |
| 1993               | Homicide: Life On The Street | n/e                        | Serie de TV (2 episodios)   | Director   |      |          |     |                |          |
| 1991               | Cast a Deadly Spell          | Lovecraft, hechizo mortal  | Película de TV              | Director   |      |          |     |                |          |
| 1991               | Defenseless                  | n/e                        | Película de TV              | Director   |      |          |     |                |          |
| 1986               | Screen Two                   | n/e                        | Serie de TV (1 episodios)   | Director   |      |          |     |                |          |
| 1985               | Edge of Darkness             | n/e                        | Serie de TV (6 episodios)   | Director   |      |          |     |                |          |
| 1984               | Charlie                      | n/e                        | Serie de TV (4 episodios)   | Director   |      |          |     |                |          |
| 1983               | Reilly: As de espías         | n/e                        | Serie de TV (6 episodios)   | Director   |      |          |     |                |          |
| 1980               | Shoestring                   | n/e                        | Serie de TV (1 episodios)   | Director   |      |          |     |                |          |
| 1979               | Minder                       | n/e                        | Serie de TV (2 episodios)   | Director   |      |          |     |                |          |
| 1977               | The Professionals            | Los profesionales          | Serie de TV (5 episodios)   | Director   |      |          |     |                |          |
| 1976               | Intimate Games               | n/e                        | Serie de TV (no acreditado) | Director   |      |          |     |                |          |
| (Fuente: IMDb.com) |                              |                            |                             |            |      |          |     |                |          |
|                    |                              |                            |                             |            |      |          |     |                |          |